# Le Tigre aime la chair fraîche
Le Tigre aime la chair fraîche is een Franse misdaadfilm uit 1964 onder regie van Claude Chabrol. De film staat ook bekend onder de Nederlandse titel De tijger lust ze rauw.

## Verhaal
Een geheim agent moet de vrouw en de dochter van een Turkse minister beschermen tijdens een staatsbezoek. Een romance met de dochter komt net op gang als ze wordt ontvoerd.

## Rolverdeling
| Acteur           | Personage       |
| ---------------- | --------------- |
| Roger Hanin      | Louis Rapière   |
| Maria Mauban     | Madame Baskine  |
| Daniela Bianchi  | Mehlica Baskine |
| Roger Dumas      | Duvet           |
| Antonio Passalia | Coubassi        |
| Jimmy Karoubi    | Jean-Luc        |
| Roger Rudel      | Benita          |